# Ț

Ț spolu se Ș (s dolní čárkou; nahoře), a pro srovnání písmena s cedillou (dole)

Ț (minuskule ț; T s čárkou pod písmenem) je písmeno rumunské abecedy. Označuje se jím foném /t͡s/, neznělá alveolární afrikáta (v češtině „c“).
Toto písmeno je často zaměňováno s písmenem Ţ (T s cedillou), protože se nevyskytovalo v běžně používaných znakových sadách, resp. v nich byly tyto znaky považovány pouze za vizuální variace jednoho a toho samého znaku.
T s čárkou bylo zavedeno až v Unicode 3.0, a dodnes jej mnoho fontů neobsahuje (například operační systémy Windows jej ve standardní instalaci obsahují až od verze Windows XP), což je důvod, proč se skoro univerzálně v rumunských textech používá místo něj nesprávně T s cedillou.

## Reprezentace v Unicode
Písmeno Ț (velké) je v Unicode reprezentované jako U+021A LATIN CAPITAL LETTER T WITH COMMA BELOW a
písmeno ț (malé) U+021B LATIN SMALL LETTER T WITH COMMA BELOW.

## Klávesnice

### Compose key
V případě skládání znaku pomocí klávesy Compose pro čárku pod písmenem použijeme středník.